# Médecine traitante
Dans le domaine professionnel de la santé, la médecine traitante,,, désigne le système administratif prévoyant une personne chargée de coordonner l’ensemble des actes mis en œuvre lors d’un parcours de soin. C’est elle qui oriente, si nécessaire, vers une personne de spécialisation médicale idoine ou un service hospitalier. Elle centralise les informations, comme les résultats d’examens et de leurs traitements, et dispose ainsi d’une vision globale de l’état de santé des personnes concernées.
L’usage y fait souvent référence à travers le terme métonymique de médecin traitant, confer la section terminologie ci-après.

## Terminologie
La personne qui exerce ce rôle est qualifiée de médecin traitant, médecin traitante, ou médecine traitante. En effet, le terme médecin étant épicène selon l’académie française, il peut s’employer aussi bien au féminin qu’au masculin. Le second est conforme au Guide d’aide à la féminisation des noms de métiers, titres, grades et fonctions publié en 1999 par le gouvernement français, qui souscrit à une féminisation tel médecine comme flexion à médecin.
En juillet 2021, le terme complet de médecienne traitante relève vraisemblablement de l’hapax, sachant que le terme médecienne lui-même, qui était tombé en désuétude depuis le moyen age, ne trouve actuellement que de rares attestations dans les publications professionnelles,,,, ; les échanges informels pouvant néanmoins chercher à lui donner une forme de résurgence, souvent motivée par des intentions féministes ou de conformité avec le contexte historique dans les biographies anciennes,,,,,,.

## Pratiques en France
Toute personne de nationalité française peut designer, parmi les membres du Conseil national de l'Ordre des médecins, un tiers professionnel de la santé habilité. Bien que cette démarche ne soit pas obligatoire, elle conditionne la prise en charge dans cadre du parcours de soins coordonnés, institué par la loi du 13 août 2004 relative à l'assurance maladie. Ce système remplace l'ancien système référentiel, initialement institué en 1998. En novembre 2008, 85 % des personnes assurées avaient déclaré un médecin traitant, soit 43 millions de personnes. Ce taux monte à 96 % pour les personnes atteintes d’une affection de longue durée. Sur l’ensemble de ces personnes 99,5 % ont choisi un médecin généraliste comme médecin traitant.

### Modalités de remboursement
Depuis janvier 2006, les remboursements effectués par l’assurance-maladie sont minorés pour les personnes qui n’ont pas déclaré à qui elle attribuait ce rôle, ou qui consultent directement un spécialiste sans passer par personne à qui il est attribué.
Certaines spécialités restent en « accès direct », et peuvent donc faire l’objet de consultations sans consultation intermédiaire préalable tout en restant dans le cadre du parcours de soins coordonnés. Les disciplines concernés comprennent la chirurgie dentaire, la gynécologie, l’ophtalmologie, la psychiatrie, la stomatologie et la neuropsychiatrie pour les patients de 16 à 25 ans.

### Législation
La personne désigné peut être changé à tout moment par une simple déclaration. De même, toutes les personnes exerçant la médecine peuvent décliner ce rôle, pour les personnes de leur choix, à tout moment, sans avoir à se justifier.
Le choix d’une personne exerçant une spécialité régulièrement et directement consultée est tout à fait possible en restant intégralement dans le parcours de soins.
On peut également déclarer une situation d'urgence, dite urgence avec médecin traitant déclaré (MTU). Les consultations de SOS médecins sont toujours considérées comme des urgences.
En cas de consultation en tiers payant, les médecins perçoivent directement leurs honoraires par les caisses d'assurance maladie : Couverture maladie universelle (CMU), Maladie de longue durée (MLD), Affection de longue durée (ALD). Lorsqu’ils ne sont pas déclarés médecins traitants, les médecins doivent facturer le surplus au patient.
Les médecins des armées sont également considérés comme médecins traitants, même si le patient a déjà un autre médecin traitant.

## Pratiques similaires dans le reste du monde

### Allemagne
En Allemagne il existe le Hausarztzentrierte Versorgung.